# Anphira xinguensis
Anphira xinguensis is een pissebed uit de familie Cymothoidae. De wetenschappelijke naam van de soort is voor het eerst geldig gepubliceerd in 1995 door Thatcher.